# Acontia crocata
Acontia crocata är en fjärilsart som beskrevs av Achille Guenée 1852. Acontia crocata ingår i släktet Acontia och familjen nattflyn. Inga underarter finns listade i Catalogue of Life.

## Bildgalleri

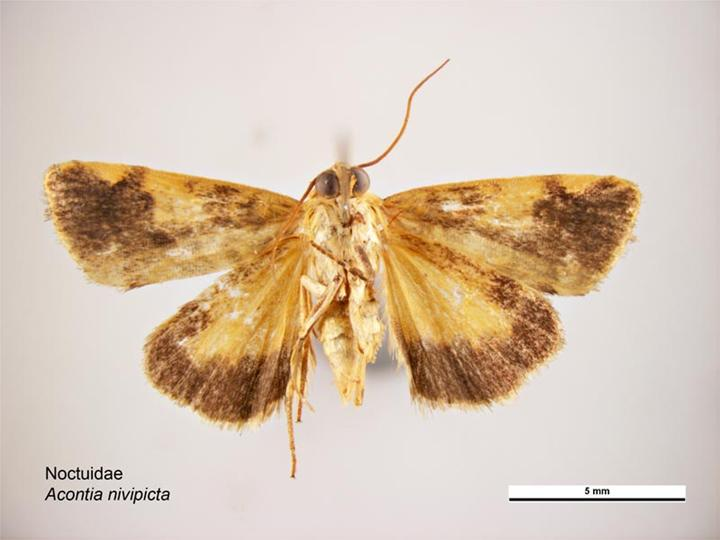